# Фуенан
Фуенан (фр. Fouesnant) је насељено место у Француској у региону Бретања, у департману Финистер.
По подацима из 2011. године у општини је живело 9143 становника, а густина насељености је износила 279,09 становника/km².

## Демографија
| 1962. | 1968. | 1975. | 1982. | 1990. | 2011. |
| ----- | ----- | ----- | ----- | ----- | ----- |
| 3.758 | 3.962 | 4.653 | 5.239 | 6.524 | 9.143 |

## Партнерски градови
- Мербуш